# ハナミズキ
ハナミズキ（花水木、学名: Cornus florida）は、ミズキ科ミズキ属ヤマボウシ亜属の落葉小高木ないし落葉高木。植物学における標準和名アメリカヤマボウシの別名。北米原産で、日本へは1912年にワシントンD.C.に贈ったサクラの返礼として贈られた木として知られている。庭木や街路樹によく使われる。
リンネの『植物の種』(1753年) で記載された植物の一つである。

## 名称
和名ハナミズキは、ミズキ属に属することと花が日本のミズキよりも美しく目立つことから名付けられている。また、アメリカヤマボウシの名は、アメリカ原産であることと日本の近縁種のヤマボウシに似ていることから。
英語では「犬の木」を意味する dogwood （ドッグウッド）と呼ばれる。この語の語源には諸説あるが、一説には17世紀頃に樹皮の煮汁がイヌの皮膚病治療に使用されたためと言われ、他には、木製の串を意味する英古語の「dag」「dog」を作る材料に使われる堅い木であったことからとも言われる。

## 分布・生育地
北アメリカ原産。おもにアメリカ合衆国東海岸からミシシッピ川あたりまで自生しており、山岳部や西海岸にはない。日本には植栽されて、北海道、本州、四国、九州で見られる。日本では都市部を中心に庭や公園、街路によく植えられている。
アパラチア山脈の南部のジョージア州などで初春に、北部のメイン州などで春の終わりに開花が移動する模様は、「ハナミズキ前線」が日本の桜前線のように報道されることもあり、特に南部山岳のブルーリッジ山脈（Blue Ridge Parkway）などで野生のハナミズキの花を見る行楽も行われる。通常白い花は、日本の大部分の桜のように、葉が出る前に花を付ける。 南部のジョージア州、ノースカロライナ州(州花)などで珍重されていて、栽培種をまるで日本の盆栽のように展示する家庭も多い。

## 形態・生態
落葉広葉樹の小高木から高木。日本では樹高3 - 8メートル (m) ほどであるが、原産地では高さ12 mほどになる。成木の樹皮は灰白色から灰黒色で、網目状に細かく深い割れ目がある。若木の樹皮は滑らかである。
葉は対生して、卵形や楕円形で、細長いものから丸っぽいものまで様々あり、葉裏は白っぽい。よく似た近縁種のヤマボウシと比べると、葉が一回り大きくて長い。秋には紅葉する。紅葉は濃い赤色で、色づきはじめは木全体が濃い赤紫色になり、葉陰の部分は緑色が残りグラデーションになる。紅葉期は他種よりも早いのでよく目立ち、紫色の葉は葉裏の緑色がまだ残っていることが多い。
花期は4月下旬 - 5月上旬でヤマボウシよりも早く、芽吹きと同時に花が咲き、品種によって花色が白色の木や、やや薄いピンク色の木がある。ただし、花弁のように見えるのは総苞で、中心の塊が花序である。花びらに見える総苞片は4枚で、先端部はくぼんでおり、白花の先端には紅色が差してポイントになっている。実際の花は、4弁の直径5ミリメートル (mm) 程度の目立たない花が20個ほど集合して、順次開花する。咲き始めごろは行灯のような愛らしい形をしている。総苞片はカラカラに乾燥してから散り、地上に落ちてもしばらくの間は色褪せずに残っている。
果期は9 - 10月。果実は核果で、枝の先に数個ずつ集まってつき、長さ1 cmほどの楕円形や卵球形をしており、秋になると赤色に熟して、落葉後も枝先に残っている。
枝先につく冬芽は、一年枝を含めてごく短い白色に伏毛に覆われていて、粉が吹いたように見える。葉芽は細長い円錐形で、赤褐色の芽鱗2枚に包まれている。花芽はやや偏平な球形で大きく、全体に白っぽくて、擬宝珠のような形にも見える。花芽は花序の柄が少し伸びて、基部に残されるように内外2対の芽鱗がある。花芽そのものは総苞片が保護する形となっており、その中に多数の花蕾が入っている。葉痕は半円形から三日月形で、維管束痕が3個つく。

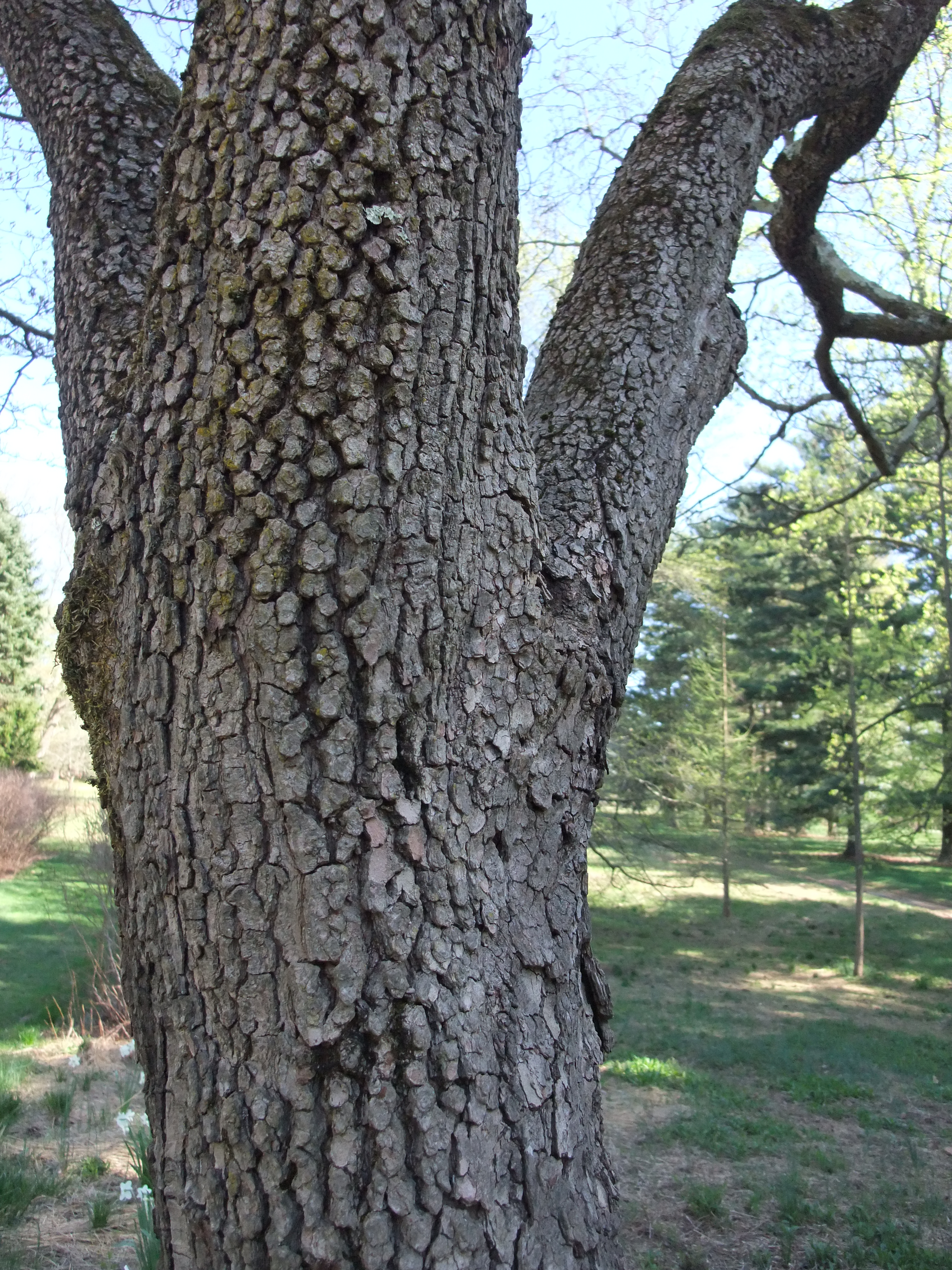
樹皮
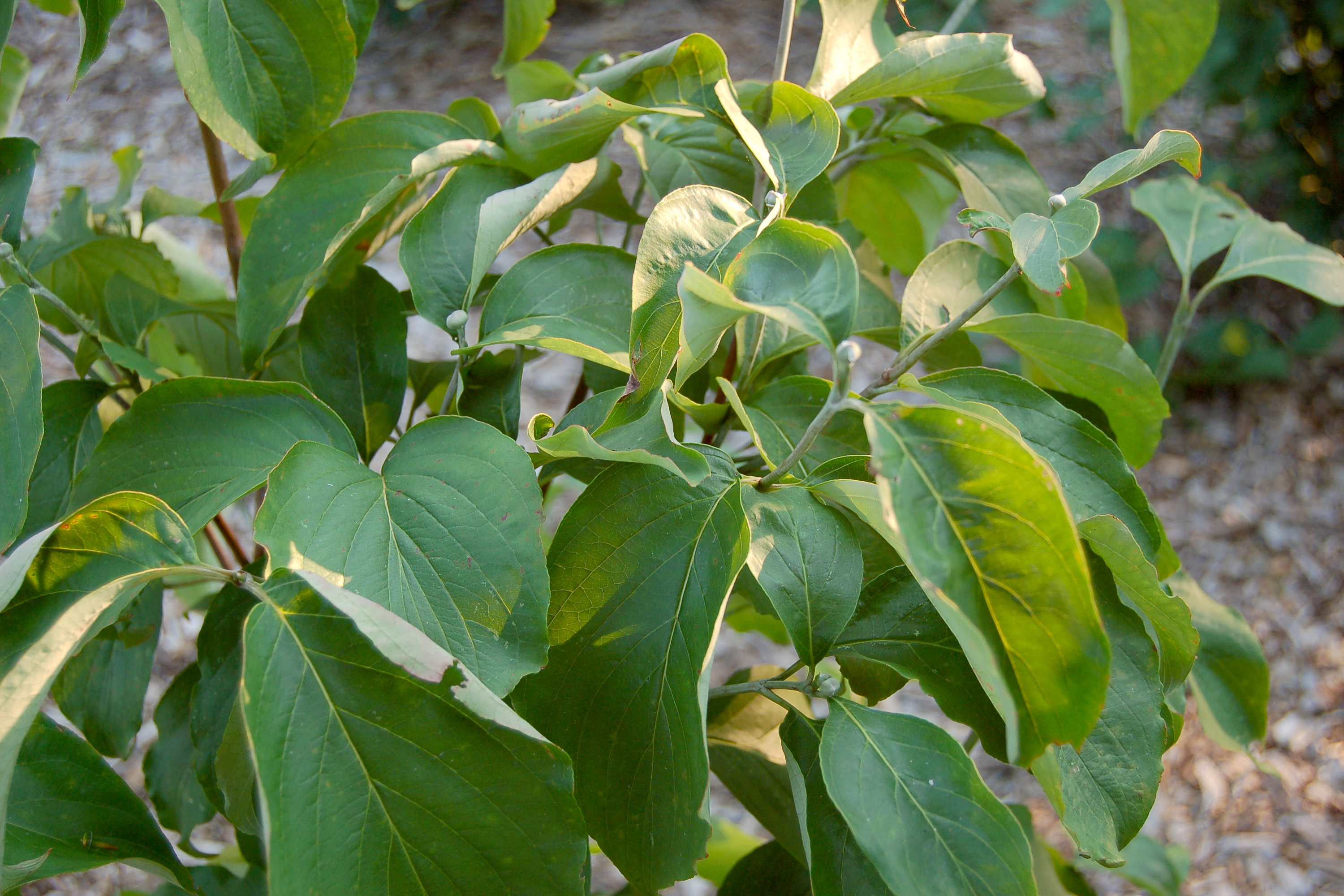
葉
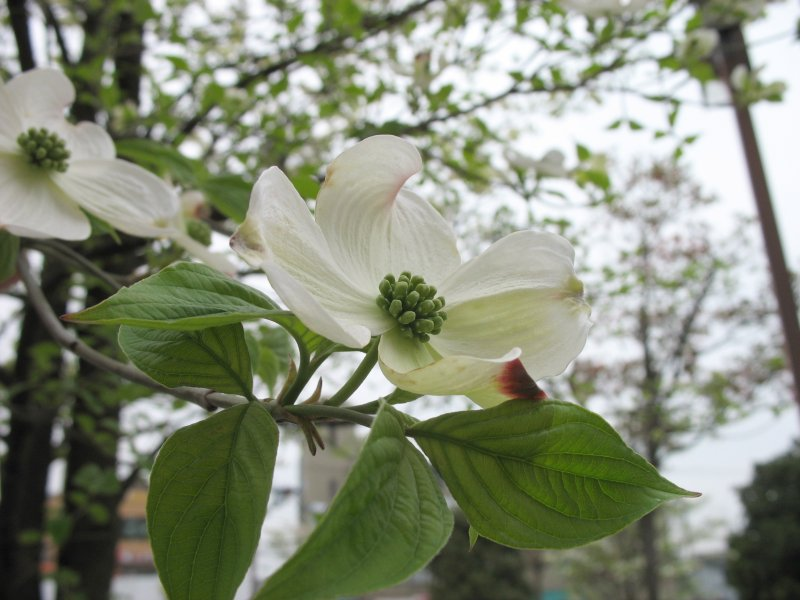
花（白い総苞）
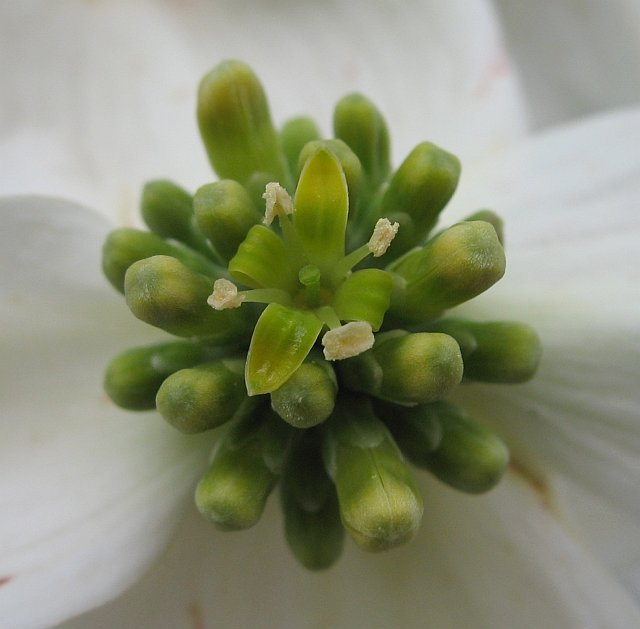
実際の花（花序）
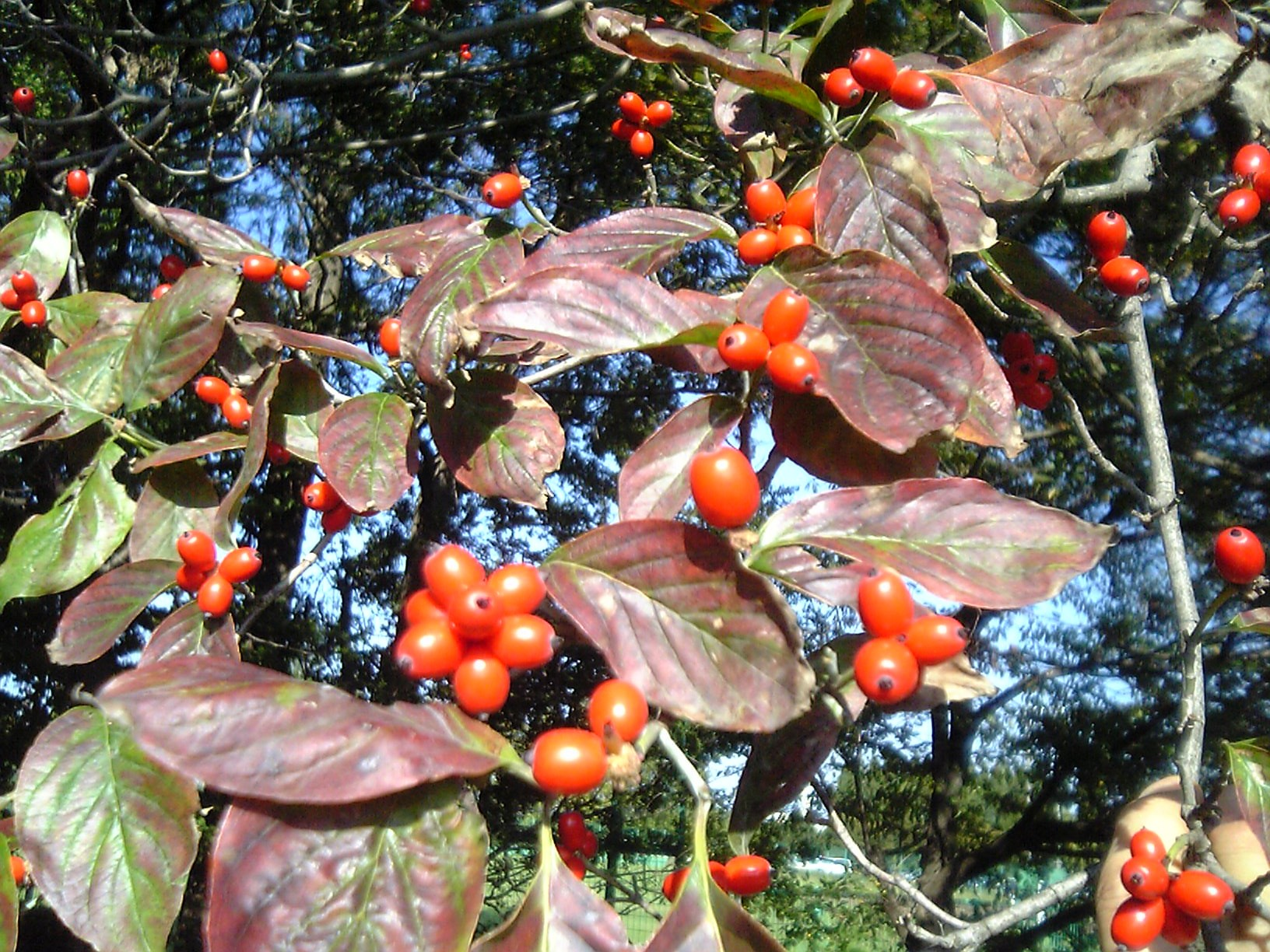
紅葉と赤い果実
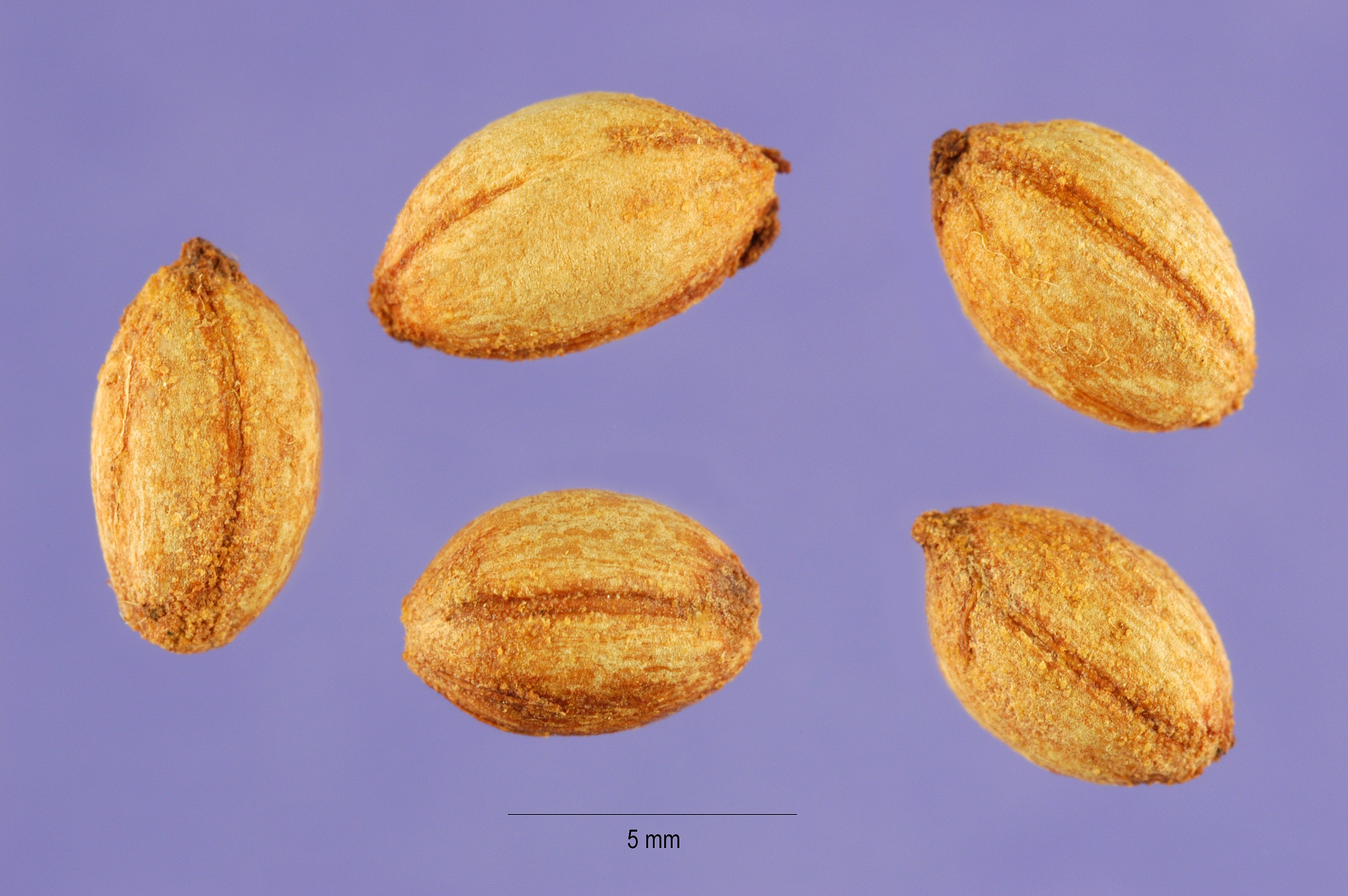
種子

## 人間との関わり

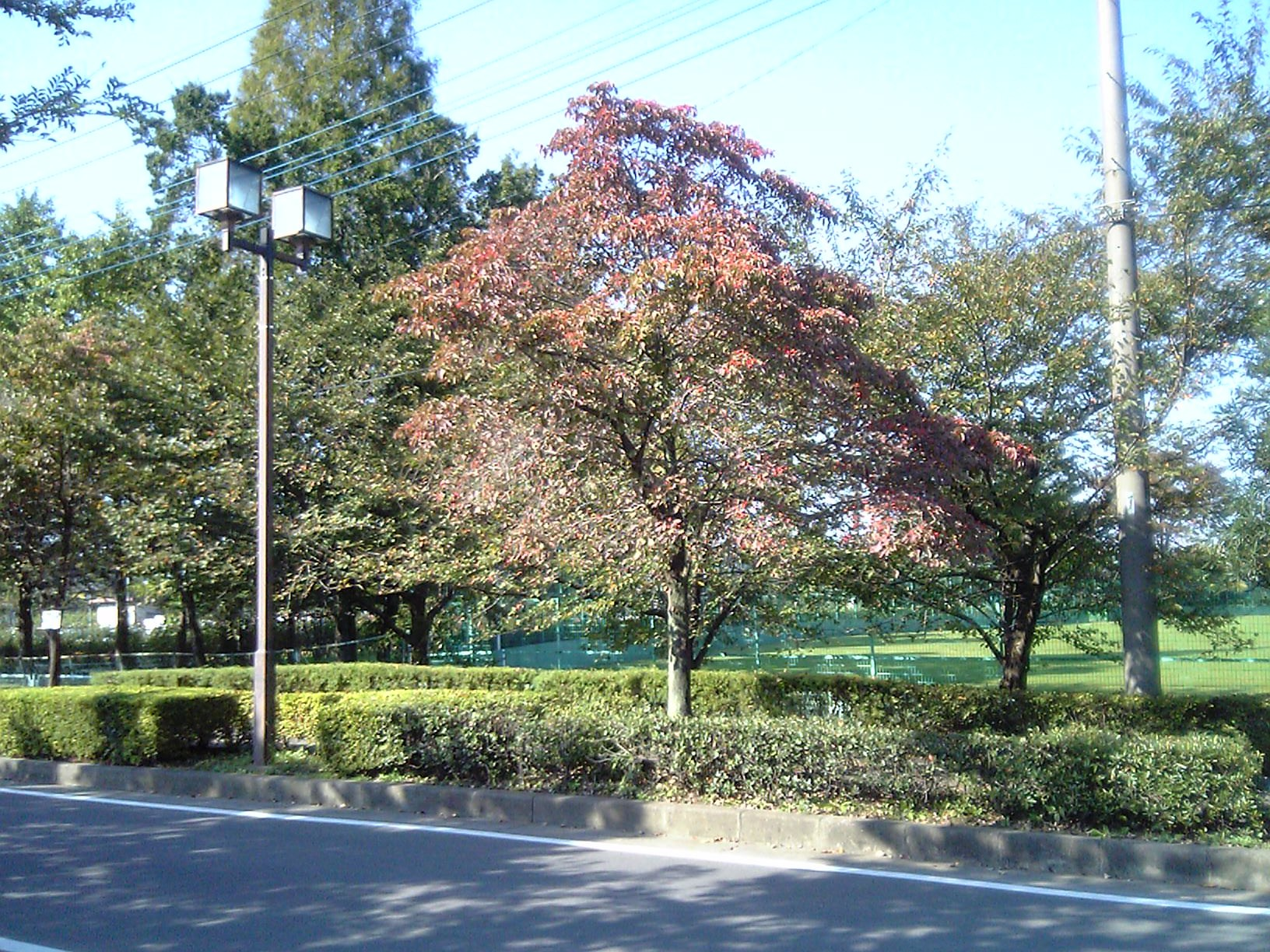
秋のハナミズキ。紅葉が始まっている。

春の芽吹きと同時に咲く花が愛でられ、庭木や公園樹のほか、街路樹として利用される。栽培する際には、うどんこ病などに注意する。また、アメリカシロヒトリの食害にも遭いやすい。ハナミズキの深刻な病害であるハナミズキ炭疽病の感染地域では、感染によってハナミズキの街路樹が枯死すると、ハナミズキ炭疽病に抵抗性があるヤマボウシまたはハナミズキのヤマボウシ交配品種に植え替える病害対策が行われることがある。

### 日本における植栽
日本における植栽は、明治時代末期の1912年に当時の東京市長であった尾崎行雄が、アメリカ合衆国ワシントンD.C.へサクラ（ソメイヨシノ）を贈った際、大正時代初期の1915年にその返礼としてワシントン市から東京市に贈呈されたのが始まりである。贈られたハナミズキは全部で60本で、うち白花の苗木が40本、ピンク花の苗木が20本で、日比谷公園、小石川植物園などに植えられた。原木は第二次世界大戦中にほとんどが伐採されるなどして、戦後小石川植物園で切株が発見されて、その標本が憲政記念館に展示されており、原木は現在東京都立園芸高等学校にしか残っていない。なお、2012年にサクラの寄贈100周年を記念して再びハナミズキを米国と日本に送る計画が行われており、最初の100本が東京都代々木公園に植樹され、その後3年間継続する予定となっている。

### シンボル

#### 日本
- 市の木 : 五十音順
  - 愛知県あま市 - 愛知県一宮市 - 愛知県清須市 - 愛媛県東温市 - 埼玉県蓮田市 - 静岡県静岡市 - 東京都武蔵野市 - 東京都西東京市 - 長崎県佐世保市 - 兵庫県尼崎市 - 三重県桑名市

- 市の花 : 五十音順
  - 徳島県小松島市

- 区の木 : 五十音順
  - 川崎市幸区 - 川崎市多摩区 - 神戸市長田区 - 東京都港区 - 名古屋市昭和区 - 名古屋市千種区 - 横浜市港北区

- 区の花 : 五十音順
  - 大阪市鶴見区

#### アメリカ合衆国
- 州の木・花
  - ノースカロライナ州（花） - バージニア州（木と花） - ミズーリ州（木）

### イエス・キリストに関する伝説
イエス・キリストが掛かった十字架にはハナミズキの木が使われて、そのため以前は大きかったこの木は小さくなり、花は4弁で十字架に似ていて、花弁にくぎを刺された傷跡があるという伝説がある。 この伝説の出どころはアメリカ合衆国と推察され、「When Christ was on earth, the dogwood grew / To a towering size with a lovely hue.」で始まる詩があり、これは1954年に「The Victoria Advocate」紙（1954年4月18日）に発表されたことまでは分かっている。20世紀よりも前にはない伝説で、キリスト教聖書には書かれておらず、またハナミズキは北アメリカ原産でイスラエルには自生していない。 

### ハナミズキを題材とした作品
- 「ハナミズキ」 - 一青窈のシングル曲。
- 「花水木」 - 槇原敬之の曲。アルバム『PHARMACY』に収録。